# Kwas arachidonowy
Kwas arachidonowy – organiczny związek chemiczny, kwas tłuszczowy omega-6, odpowiednik występującego w orzeszkach ziemnych nasyconego kwasu arachidowego. Jest prekursorem m.in. prostaglandyn i prostacyklin.
Kwas ten jest ważnym składnikiem pokarmu człowieka (nienasycone kwasy tłuszczowe znane są jako witamina F). Może powstawać w tkankach większości ssaków (z wyjątkiem rodziny kotów) z kwasu linolowego. Kwas arachidonowy wchodzi w skład fosfolipidów błon komórkowych, jest wykorzystywany również jako prekursor do syntezy eikozanoidów (prostanoidów i leukotrienów), ważnych biologicznie związków. Z kwasu arachidonowego powstają na przykład prostaglandyny, które m.in. regulują kurczliwość naczyń krwionośnych i uczestniczą w reakcjach zapalnych, oraz leukotrieny, biorące udział w reakcjach zapalnych i alergicznych – pod ich wpływem leukocyty wysuwają pseudopodia po stronie zwróconej do ogniska chemotaktycznego i przechodzą przez ściany naczyń.
Pewne enzymy komórkowe np. fosfolipaza A2 potrafią odszczepiać cząsteczkę kwasu arachidonowego od fosfolipidu błonowego. Następnie kwas arachidonowy może zostać przekształcony przez inne enzymy (cyklooksygenazy, lipooksygenazę) do aktywnych biologicznie związków. Istnieją leki, które hamują produkcję tych związków z kwasu arachidonowego i w ten sposób działają przeciwzapalnie i przeciwgorączkowo. Takim lekiem jest np. kwas acetylosalicylowy.